# Gare de Chasseradès
Gare de Chasseradès vasútállomás Franciaországban, Chasseradès településen.

## Vasútvonalak
Az állomást az alábbi vasútvonalak érintik:
- Monastier-La Bastide-Saint-Laurent-les-Bains-vasútvonal

## Kapcsolódó állomások
A vasútállomáshoz az alábbi állomások vannak a legközelebb:
- Gare de Belvezet
- Gare de La Bastide - Saint-Laurent-les-Bains